# Yola gabonica
Yola gabonica är en skalbaggsart som beskrevs av Olof Biström 1983. Yola gabonica ingår i släktet Yola och familjen dykare. Inga underarter finns listade i Catalogue of Life.